# Region Guéra
Region Guéra (arab. قيرا) - jeden z 22 regionów administracyjnych Czadu, znajdujący się w południowej części kraju. Graniczy z regionami: Batha, Sila, Salamat, Moyen-Chari, Chari-Baguirmi oraz Hadjer-Lamis.

## Departamenty
| Departament  | Stolica  | Podprefektury           |
| ------------ | -------- | ----------------------- |
| Guéra        | Mongo    | Baro, Mongo, Niergui    |
| Barh Signaka | Melfi    | Chinguil, Melfi, Mokofi |
| Abtouyour    | Biltine  | Bitkine, Bang-Bang      |
| Mangalmé     | Mangalmé | Mangalmé                |

## Historia
W latach 2002–2008 region Guéra był jednym z 18 regionów Republiki Czadu i dzielił się wówczas na 2 departamenty.

## Departamenty
| Departament  | Stolica | Podprefektury                                      |
| ------------ | ------- | -------------------------------------------------- |
| Guéra        | Mongo   | Bang Bang, Baro, Bitkine, Mangalmé, Mongo, Niergui |
| Barh Signaka | Melfi   | Chinguil, Melfi, Mokofi                            |